# Фердинанд (граф Фландрии)
Фердинанд (Ферран) Португальский (порт. Fernando, старофр. Ferrand; 24 марта 1188, Коимбра — 27 июля 1233, Нуайон) — граф Фландрии и Геннегау.

## Биография

### Молодость
Фердинанд был четвёртым сыном короля Португалии Саншу I и его супруги Дулсы Арагонской. В 1212 женился на фландрской графине Жанне Константинопольской. Церемония прошла в Париже, под покровительством Филиппа Августа. В Перонне новобрачные были задержаны сыном Филиппа Людовиком, который требовал передать ему Эр-сюр-ля-Лис, Сент-Омер и даже Артуа. В свою очередь, граждане Гента закрыли перед молодожёнами ворота, считая, что Жанна «была продана» Фердинанду Филиппом. Наконец, был заключён договор в Пон-а-Вердене, по которому Эр и Сент-Омер отходили Людовику в обмен на отказ от претензий на Фландрию. Лишь после этого гентцы открыли ворота и выплатили графам компенсацию. Тогда же в Генте были учреждены выборные органы власти.

### Война с Францией
После этого Фердинанд начал склоняться к союзу с английским королём Иоанном Безземельным. Весной 1213 года Филипп нанёс упреждающий удар, разорив Кассель, Ипр и все земли вплоть до Брюгге. На помощь Фердинанду прибыли граф Солсбери и Рено Даммартенский. Англичане встретились с графом в Дамме, но не смогли помешать Филиппу захватить Лилль и Гент.
Фердинанд бежал на остров Вальхерен, принадлежавший Священной Римской империи. После вывода большей части французских войск он вернул Гент, осадил Турне и выбил французский гарнизон из Лилля, но Филипп вернулся, разрушил Лилль и взял в плен его жителей. Фердинанд бежал в Англию, где заключил союз с Иоанном и императором Оттоном.
В начале 1214 года Людовик осадил Байоль и Стенворде, а вернувшийся Фердинанд опустошил Артуа и Гинь и взял Сент-Омер и Эсден. Вскоре Людовик отправился во Францию на борьбу с Иоанном, который взял Пуатье и двигался к Анже. Иоанн потерпел поражение под Рош-экс-Муан и отступил.
Оттон в это время вступил в Валансьен в сопровождении двух герцогов (Генриха I Брабантского и Генриха III Лимбургского) и графа Филиппа II Намюрского, а король Филипп через Сен-Дени отправился в Перонн.

### Битва при Бувине и плен
Решающая битва состоялась 27 июля 1214 года близ Бувена. Фердинанд желал непременно убить Филиппа, но путь ему преградил шампанский батальон. Французы атаковали правый фланг коалиционных сил, на котором сражался граф. Он был сброшен с коня, получил множество ран и был взят в плен, а его войска бежали. Графа провезли через Францию с величайшим позором — недавно боявшиеся его крестьяне насмехались над ним, говоря: «два Феррана везут третьего» (имя Ферран было и лошадиной кличкой) и «Ferrand en ferre» (Ферран в железе). Фердинанд был брошен в подземелья Лувра и вышел на свободу только в 1227 году. Половина из пятидесятитысячного выкупа была уплачена сразу, в гарантию уплаты второй половины были заложены города Дуэ, Лилль и Слёйс. Кроме того, Фердинанд принёс вассальную клятву Бланке Кастильской.

### Возвращение
Фердинанд оставался верен своей клятве до конца жизни и поддержал Бланку во время восстания Пьера Моклерка. В 1228 году Фердинанд и Жанна предоставили ряд вольностей городам Гент, Ипр, Брюгге и Дуэ. В 1229—1232 годах Фландрия вела с Маргаритой де Куртене борьбу за графство Намюр, окончившуюся договором в Камбре. Фердинанд отказался от претензий в обмен на бальяжи Гользимер и Старый Лилль.
Умер Фердинанд в 1233 г. в Нойоне, от почечнокаменной болезни. Его сердце похоронено в нойонском соборе Богоматери, а тело — в монастыре в Маркет-де-Лилль.

## Портреты

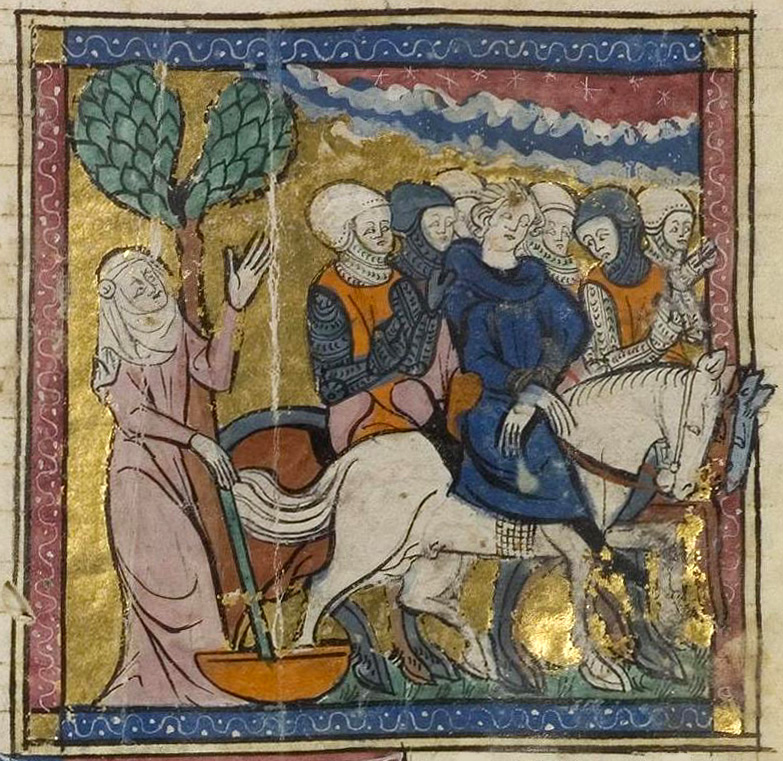
Фердинанда берут в плен
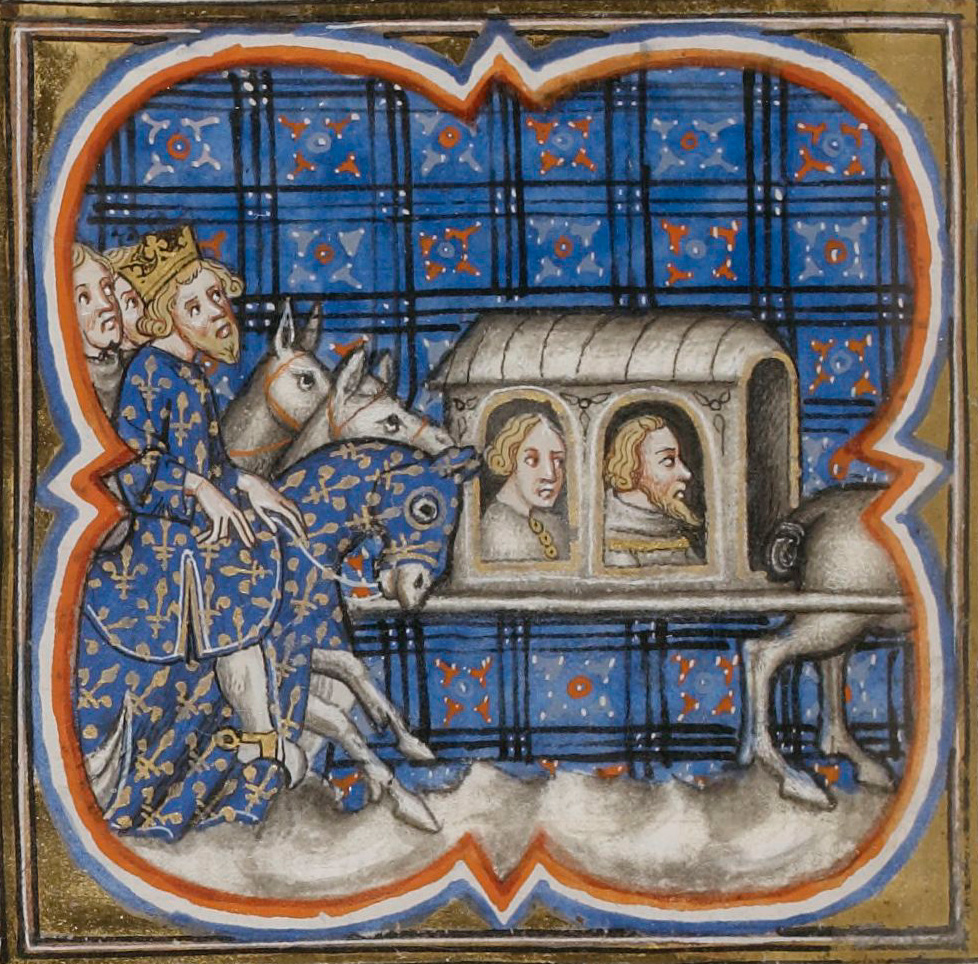
Фердинанд и Рено Даммартенский в плену